# Episodi di Hafenpolizei (terza stagione)
La terza stagione della serie televisiva Hafenpolizei è stata trasmessa in anteprima in Germania dalla ARD tra il 3 gennaio 1966 e il 28 marzo 1966.
| nº | Titolo originale          | Titolo italiano | Prima TV Germania | Prima TV Italia |
| -- | ------------------------- | --------------- | ----------------- | --------------- |
| 1  | Aufgelaufen               | inedito         | 3 gennaio 1966    | inedito         |
| 2  | Der Eisbär                | inedito         | 10 gennaio 1966   | inedito         |
| 3  | Das Autowrack             | inedito         | 17 gennaio 1966   | inedito         |
| 4  | Der Nerz                  | inedito         | 24 gennaio 1966   | inedito         |
| 5  | Der Sprung von der Brücke | inedito         | 31 gennaio 1966   | inedito         |
| 6  | Die Pokerpartie           | inedito         | 7 febbraio 1966   | inedito         |
| 7  | Die Schlankheitskur       | inedito         | 14 febbraio 1966  | inedito         |
| 8  | Taschendiebe              | inedito         | 21 febbraio 1966  | inedito         |
| 9  | Abenteuer am Sonnabend    | inedito         | 28 febbraio 1966  | inedito         |
| 10 | Schlangenjagd             | inedito         | 7 marzo 1966      | inedito         |
| 11 | Juwelen nach Maß          | inedito         | 14 marzo 1966     | inedito         |
| 12 | Der Steward               | inedito         | 21 marzo 1966     | inedito         |
| 13 | Die neue Spur             | inedito         | 28 marzo 1966     | inedito         |